# منطقه ۸۰ (قطر)
منطقه ۸۰ یک منطقهٔ مسکونی در قطر است که در الشحانیه (شهرداری) واقع شده‌است. منطقه ۸۰ ۲۸۷٫۱ کیلومتر مربع مساحت و ۱۳۸٬۵۰۹ نفر جمعیت دارد.